# Bruant à queue rousse
Peucaea sumichrasti
Espèce
Synonymes
- Aimophila sumichrasti

Statut de conservation UICN

 NT  : Quasi menacé
Le Bruant à queue rousse (Peucaea sumichrasti) est une espèce de passereaux de la famille des Passerellidae. D'après Alan P. Peterson, c'est une espèce monotypique.

## Répartition
Il est endémique au Mexique (États d'Oaxaca et Chiapas).

## Habitat
Il habite les forêts et les zones de broussailles sèches des régions tropicales et subtropicales.
Il est menacé par la perte de son habitat.